# De Havilland DH.89 Dragon Rapide
El De Havilland DH.89 Dragon Rapide fue un avión de pasajeros de corto alcance de los años 30, desarrollado y producido por la compañía británica De Havilland. Diseñado como sucesor del D.H.84 Dragon, incluía las alas trapezoidales y los carenados del tren de aterrizaje aerodinámicos del aparato de 4 motores D.H.86 Express.

## Diseño y desarrollo

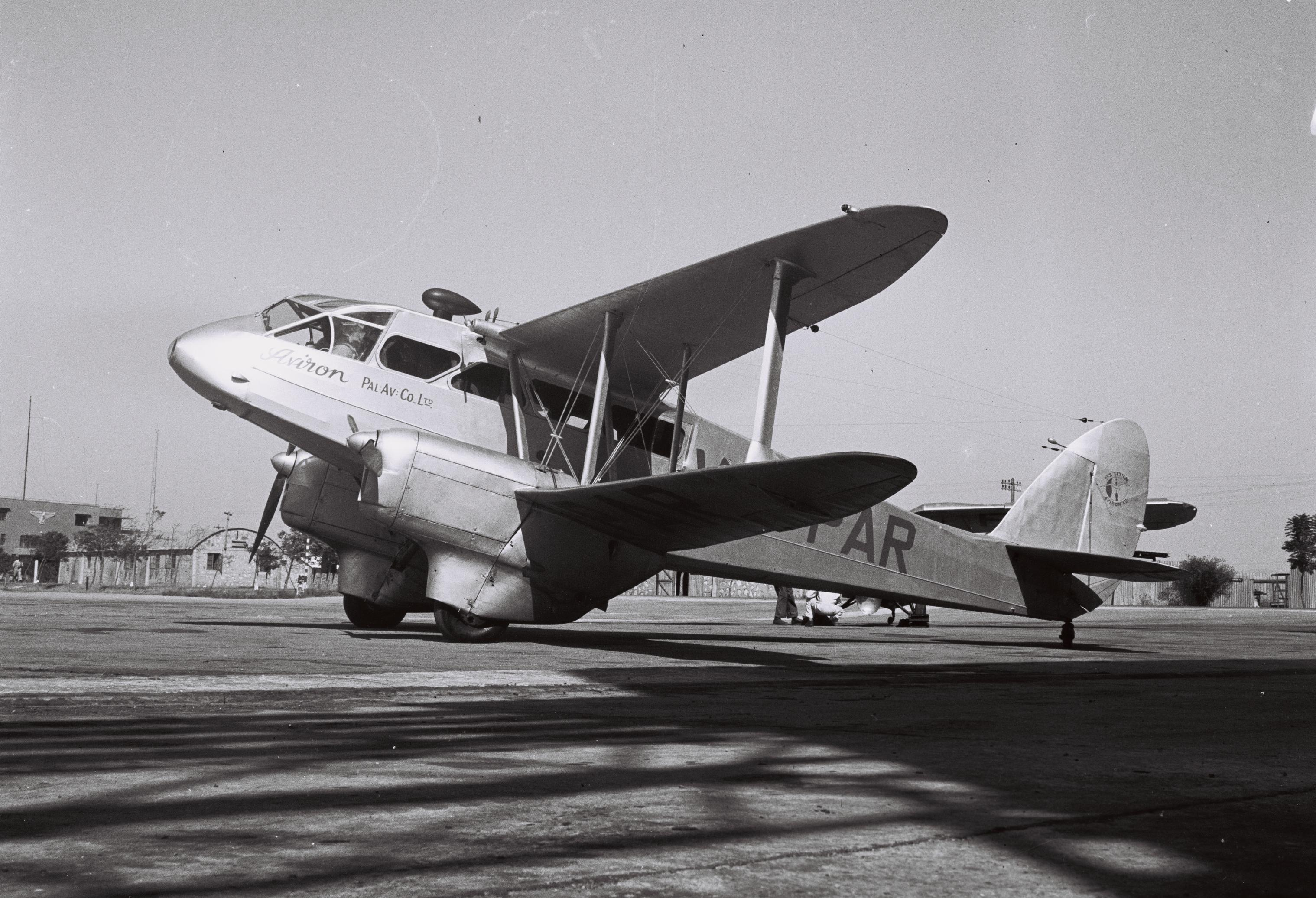
De Havilland DH.89 Dominie Mk II (VQ-PAR), primer avión comercial en Israel, foto tomada el 25 de octubre de 1947.

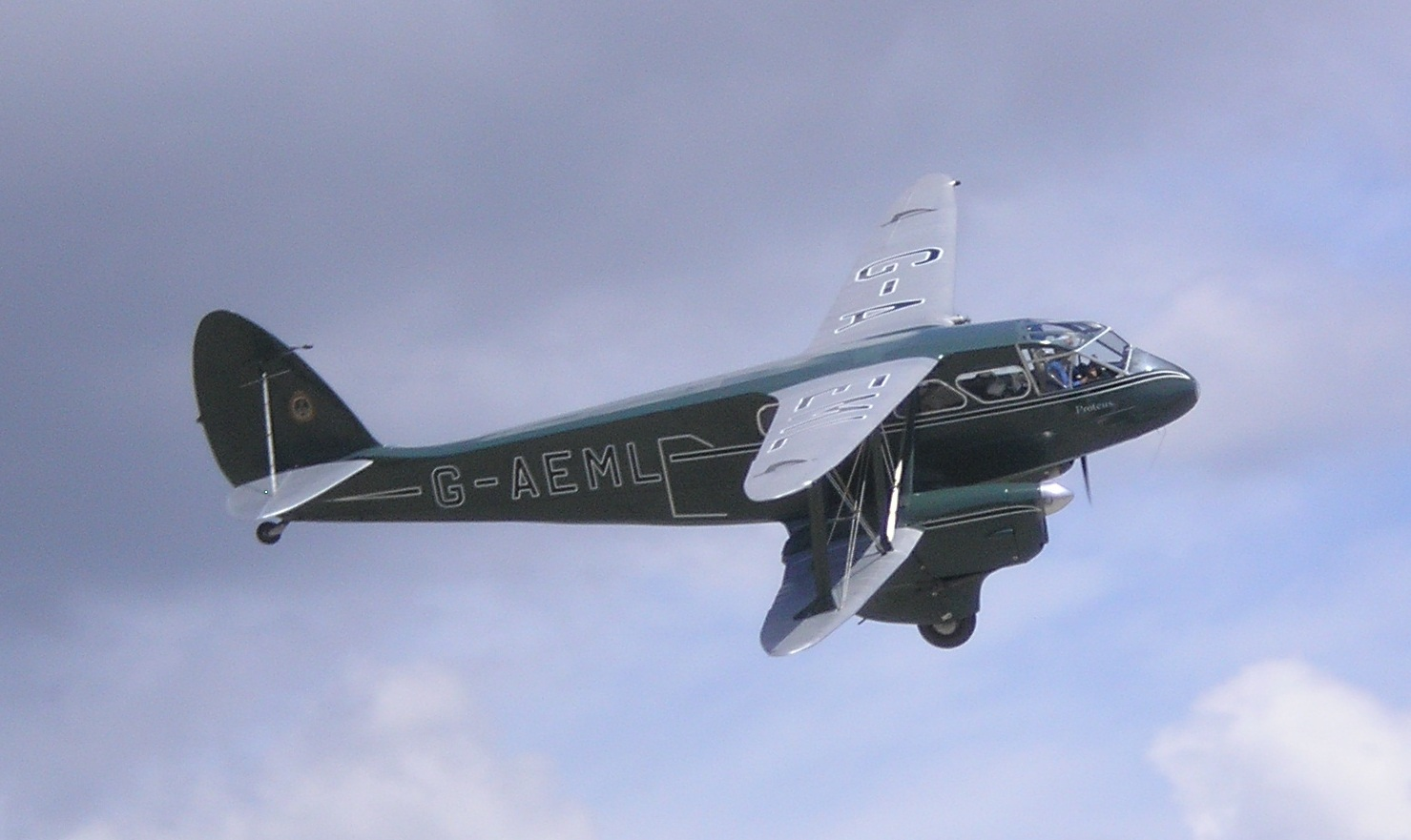
De Havilland DH.89 Dragon Rapide.

Diseñado a la luz de la experiencia obtenida a partir de la producción y operación de los transportes ligeros De Havilland DH.84 Dragon y DH.86 Express, el prototipo del De Havilland DH.89 Dragon Six, equipado con dos motores De Havilland Gipsy Six de 200 hp, voló por primera vez en Stag Lane, pilotado por Hubert Broad, el 17 de abril de 1934. Las entregas de los aviones de serie, denominados Dragon Rapide, comenzaron en julio de 1934, y los primeros operadores fueron Hillman's Airways Ltd., Railway Air Services y Olley Air Service Ltd. A partir de marzo de 1937 se instalaron pequeños flaps de borde de fuga en los planos inferiores, por fuera de las góndolas motoras, a resultas de lo cual el modelo fue rebautizado como DH.89A. Su fiabilidad y economía dieron lugar a importantes ventas entre mediados y finales de los años treinta, y cuando estalló la guerra se habían entregado ya unos 200 ejemplares a usuarios civiles.
Una versión militarizada, denominada DH.89M, tuvo el propósito de satisfacer la Especificación G.18/35 del Ministerio del Aire, que pedía un avión de reconocimiento general para el Mando Costero. En el morro, a la derecha del asiento del piloto, se montó una ametralladora de tiro frontal, y en el techo, a popa de la puerta de la cabina, se instaló un afuste de tipo anular. El contrato del Ministerio del Aire fue otorgado al Anson, pero se construyeron dos DH.89M para Lituania y el Gobierno español recibió otros tres ejemplares, con modificaciones adicionales, destinados al servicio en Marruecos. El último avión tenía armamento adicional: una ametralladora ventral extra que disparaba hacia abajo a través del piso, así como un soporte bajo el fuselaje para bombas de 12 kg.
Si bien el DH.89M no obtuvo ningún contrato del Ministerio del Aire en calidad de avión de reconocimiento, el Dragon Rapide fue escogido como avión de comunicaciones, y el Air Council compró un ejemplar, que utilizó el 24th Squadron en Hendon; en noviembre de 1938 se entregaron otros dos ejemplares. En la primavera y comienzos del verano de 1940, los Rapide civiles equiparon a las fuerzas británicas en Francia y muchos fueron destinados a realizar misiones de comunicaciones, en particular con el Air Transport Auxiliary.
En 1939, se adquirieron tres DH.89 como aviones de entrenamiento en comunicaciones por radio, según la Especificación T.29/38, seguidos de otros 14 para prestar servicio en la 2ª Escuela de Electricistas y Radiotelegrafistas. En septiembre de 1939, esta recibió también los dos primeros DH.89A. La versión de entrenamiento, que se identificaba por la antena direccional en el techo de la cabina, recibió más tarde la denominación Dominie Mk I, mientras que la versión de comunicaciones fue designada Dominie Mk II.
De los 728 Rapide que se fabricaron antes de que la producción tocara a su fin, en julio de 1946, 521 lo fueron en virtud de contratos militares británicos, la mayoría de ellos bajo la denominación DH.89B. En Hatfield se fabricaron 186 ejemplares antes de que la presión del trabajo en otros aviones diera como resultado la transferencia de la producción a Brush Coachworks Ltd. en Loughborough, Leicestershire. Las cifras de DH.89 militares incluyen 65 aparatos que prestaron servicio en la Armada Real entre 1940 y 1958, año en que se retiró el último; en ciertos casos se trató de aviones civiles requisados, otros eran de nueva construcción, y algunos fueron obtenidos de la RAF.
Muy poco después de la finalización de las hostilidades, varios centenares de Dominie fueron entregados como excedente de guerra a fuerzas aéreas extranjeras, tales como las de Bélgica y los Países Bajos, o desprovistos de equipo militar, se vendieron a usuarios civiles. De tal suerte, llegaron a utilizarse en casi todos los países del mundo occidental. Además, los últimos 100 aviones de serie fabricados por Brush Coachworks, no entregados debido a la terminación de la guerra, fueron completados por la unidad de reparaciones de De Havilland en Whitney, de acuerdo con pedidos de usuarios civiles; constituyeron el equipamiento inicial de posguerra de numerosas líneas aéreas, tales como Iraqi Airways, Jersey Airways y KLM. En la década de 1950, BEA utilizó durante algún tiempo una amplia flota de Rapide para sus servicios a las islas que rodean la costa británica.
El Dragon Rapide no sólo demostró ser fiable, sino también se reveló como un aparato extraordinariamente duradero, con muchos de ellos todavía volando en el siglo XXI. En el IWM Duxford de Cambridgeshire, Reino Unido, un par de Rapide se utilizan a diario para cortos vuelos de ocio alrededor del aeródromo.
El 6 de septiembre de 2009, la Fundación Infante de Orleans presentó en el Aeródromo de Cuatro Vientos en Madrid su última adquisición. Un Dragon Rapide recién restaurado que, si bien no es el mismo aparato que transportara al general Franco desde las Islas Canarias hasta África en 1936, sino una unidad que prestó servicio como transporte de pasajeros en Inglaterra en los años 30, tiene idénticas características.
En la actualidad sólo hay catalogadas y en buen estado de conservación otras seis unidades de este modelo en el mundo. Aparte de por el valor que este hecho confiere al aparato, este tiene un importante valor histórico y simbólico.

## Historia operacional

### El Dragon Rapide en la historia de España

#### Antecedentes

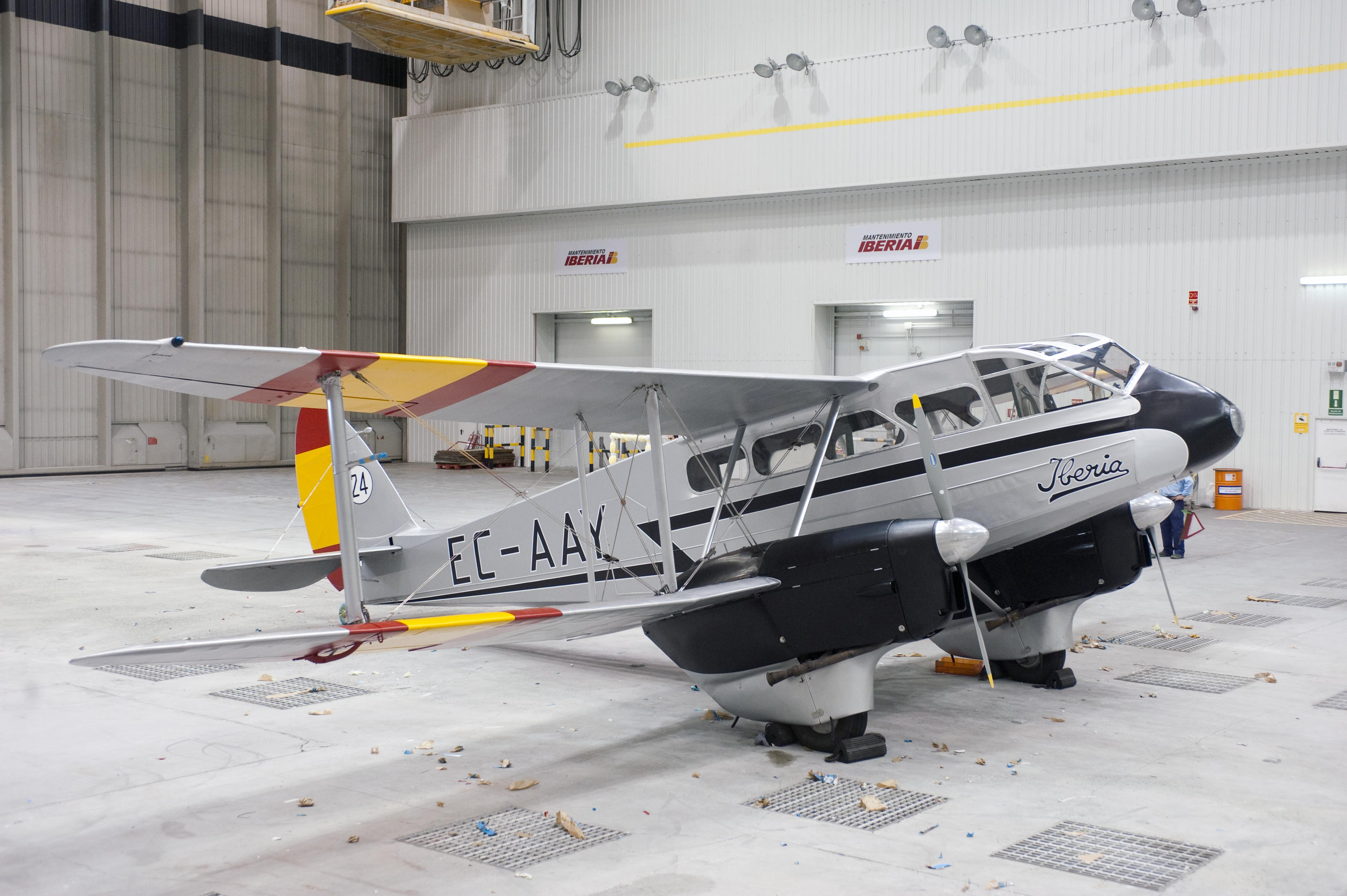
De Havilland DH.89 Dragon Rapide, restaurado para la Fundación Infante de Orleans, en los colores de los años 1930 de la aerolínea española Iberia.

En febrero de 1936, inmediatamente después de conocerse la victoria electoral del Frente Popular, Franco, coordinadamente con José María Gil-Robles (líder de la CEDA y ministro de la Guerra del anterior gobierno), presionó al gobierno provisional para que suspendiera las garantías constitucionales y decretara la ley marcial y, así, dejar sin efecto los resultados de las elecciones. Al día siguiente, aprovechando que el Consejo de Ministros había otorgado a su presidente, Manuel Portela, la potestad de decretar la ley marcial cuando lo creyera oportuno, pasando por encima de su autoridad y como jefe del Estado Mayor Militar, Franco envió a todas las regiones militares un comunicado en que se instaba a decretar el estado de Guerra. Zaragoza, Valencia, Alicante y Oviedo decretaron el Estado de Guerra, pero la intentona fracasó principalmente al no sumarse la Guardia Civil.
Superados estos incidentes, Manuel Azaña es nombrado Presidente del Gobierno. Conocedor de la existencia del complot, aunque no conociera los detalles ni exactamente sus participantes, alejó de los centros de poder a aquellos generales que consideraba más proclives al pronunciamiento. Franco, perdiendo la jefatura del Estado Mayor, fue enviado como comandante general a las Islas Canarias. Franco lo consideró como un destierro.
Antes de salir para Canarias, Franco asiste a una reunión a la que, entre otros, también asisten los generales Mola y Goded, en la que se decide preparar un golpe de Estado capitaneado por el general Sanjurjo (entonces desterrado en Portugal). Franco, sin rechazar la conspiración, no se compromete. Desde Canarias recibe puntualmente información, mostrándose siempre indeciso y cauteloso.

#### Preparación del vuelo: de Inglaterra a Canarias

Ruta del Dragon Rapide, el avión que llevó a Francisco Franco a Tetuán donde tomó el mando de las tropas sublevadas.

La necesidad de transportar al general Franco desde Canarias hasta el Protectorado español de Marruecos, donde debía encabezar el Ejército de África, comienza con la directiva para las fuerzas marroquíes impartidas por el general Mola y fechada el 24 de junio de 1936 en un imaginario Peloponeso. Dicha directiva iba dirigida al teniente coronel Juan Yagüe, designado jefe provisional de las fuerzas de Marruecos, hasta la incorporación de un prestigioso general, supuestamente el general Franco. 
Previamente a estos hechos, Francisco Herrera Oria, diputado por la CEDA e íntimo amigo de Gil Robles, a mediados de 1936 decide participar en la conspiración y se pone en contacto con Valentín Galarza, quién lo presentó al general Mola, encargándole este de que sirviese de enlace con Marruecos.
Como enlace oficial, Francisco Herrera Oria viaja hasta Ceuta y se entrevista con el teniente coronel Yagüe (seguramente entre el 27 y 28 de junio) donde analizan la forma de convencer al general Franco. 
«Como siempre había dicho, (Yagüe) este no aceptaba más que la jefatura del general Franco, a quién llegó a dirigir por entonces una apremiante carta. Le preocupaba el problema del mando, según escribió a Mola. Juntamente con Francisco Herrera planea la operación de presentar a Franco un hecho consumado. Por ejemplo, el envío de una avioneta en la que pudiera llegar sin peligro a Marruecos para ponerse al frente de las tropas sublevadas»
«Terminada la entrevista de Herrera Oria con el teniente coronel Yagüe, este recomendó la máxima urgencia en los trámites para conseguir el avión que trasladase al general Franco desde Canarias a Tetuán» 
El 29 de junio, parte Francisco Herrera Oria de Ceuta, donde se había reunido con Yagüe y llega a Pamplona el 1 de julio de 1936 para entrevistarse con el general Mola. 
Mola escuchó a Herrera Oria, que le expuso la idea de Yagüe: fletar un avión para el traslado de Franco. Aunque en un principio no la acogió con gran interés, finalmente dio su conformidad, tras consultar con el general Kindelán, que recomendó "se buscase un hidroavión con suficiente radio de acción o, en caso de no encontrarlo, un avión terrestre adecuado, que ofreciese buena seguridad". Era ya el día 2 de julio, viernes. En una nueva entrevista, el viernes día 3 de julio, Herrera Oria le propuso a Mola desplazarse a Biarritz, donde consultaría con los monárquicos españoles exiliados la manera de financiar el avión. Mola le contestó: "Bien. A otra cosa", lo que quería decir: ¡Adelante! Herrera Oria llegó a Biarritz el 4 de julio de 1936. Allí se encuentra con el grupo formado por el Conde de los Andes, el marqués Luca de Tena y el financiero Juan March.
Sin pérdida de tiempo, el mismo 4 de julio de 1936 y debido a la urgencia de los acontecimientos, Francisco Herrera se entrevista con Juan March en el café Royalty. El financiero mallorquín (que tampoco era de ideas muy monárquicas) era la persona más indicada para resolver la financiación del vuelo. El accionista de la Editorial Católica expone al todopoderoso Juan March las gestiones realizadas hasta el momento y termina solicitándole que financie la operación. Aceptada la petición, Juan March se pone en contacto con el Marqués de Luca de Tena y solicita su colaboración.
El Marqués de Luca de Tena, por su parte, encargó el 5 de julio, desde Biarritz, al corresponsal de diario ABC en Londres Luis Bolín que alquilara un avión (o un hidroavión) y lo llevara a Casablanca, donde recibiría nuevas instrucciones de un enlace con la contraseña «Galicia saluda a Francia», y de allí a Canarias. El dinero, dos mil libras esterlinas, se lo proporcionaría un tal Mayorga que trabajaba en la City de Londres.
Contando con la ayuda de Juan de la Cierva, inventor del autogiro, que vivía en la capital británica, Bolín alquiló finalmente un avión Dragon Rapide, matrícula G-ACYR, de radio de acción mediano y siete plazas, estacionado en el aeródromo de Croydon, y contrató Cecil W.H. Bebb para que lo pilotara, al que acompañarían un mecánico y un telegrafista (a todos ellos se les ocultó el motivo real del viaje). Para camuflar la operación llevarían como pasajeros, además de Bolín, a Hugo Pollard, conocido de Douglas Jerrold, amigo de los conspiradores, y a dos mujeres (una de ellas la hija de Pollard), que tampoco sabían nada. El viernes 10 de julio, De la Cierva y Bolín se entrevistaron con el Duque de Alba quien, junto con De la Cierva, se comprometió a hacerse cargo de los daños que pudiera sufrir el avión que no cubriera el seguro.
El avión despegó de Croydon el sábado 11 de julio e hizo una primera escala en Burdeos, donde se encontraban Luca de Tena y el marqués del Mérito, quien se sumó a la expedición con el encargo de alquilar un pequeño avión en Tánger por si fallaba la operación. Las siguientes escalas fueron Biarritz, para repostar; el pequeño aeródromo militar de Espinho, cerca de Oporto; y Lisboa, donde Bolín informó al general Sanjurjo. Desde allí volaron a Casablanca, a donde llegaron al atardecer del día 12 de julio. En esta ciudad del Marruecos francés tuvieron que permanecer dos días, alojados en el Hotel Carlton, mientras se reparaba el avión. Allí se enteraron por la prensa del asesinato el día 13 de julio del líder monárquico José Calvo Sotelo, y entonces Bolín decidió quedarse en Casablanca esperando la vuelta del marqués del Mérito, que había partido para Tánger nada más llegar. El día 14 el Dragon Rapide voló hasta Cabo Juby en Tarfaya (protectorado español sur de Marruecos), donde volvió a repostar, y de allí al aeródromo de Gando (Gran Canaria), a donde llegó a las 14:40, hora local. Pollard y las dos mujeres viajaron en barco a Tenerife, donde aquel le dio la contraseña convenida al doctor Gabarda “Galicia saluda a Francia”, que significaba que el avión había llegado sin novedad, y el doctor Gabarda le hizo llegar la noticia al general Franco por medio del teniente coronel Francisco Franco Salgado-Araújo. Pollard y las dos mujeres se quedaron en las islas unos días más y regresaron a Inglaterra en barco.
El 12 de julio, cuando el Dragon Rapide se encontraba en Casablanca, el general Franco envió un comunicado cifrado al general Emilio Mola, «El Director» de la conspiración, en el que planteaba su retirada alegando «geografía poco extensa», lo que significaba que no se unía al plan por considerar que no se contaba con suficientes apoyos. Cuando le llegó el mensaje a Mola, montó en cólera y furioso tiró el papel al suelo. El general Sanjurjo sentenciaría: «Con Franquito o sin Franquito» el alzamiento va adelante. Finalmente, el día 14, después del asesinato de José Calvo Sotelo el día anterior y la reacción que esta muerte causó en la derecha y en sectores del Ejército, Mola recibe otro mensaje de Franco que le transmite su decisión de unirse a la conspiración.
Con el Dragon Rapide ya en Gran Canaria, Franco tiene que trasladarse allí desde su residencia de Tenerife sin levantar sospechas. La oportunidad se le presenta cuando se conoce que el 16 de julio el comandante militar de Gran Canaria, el general Amado Balmes, había muerto de un disparo en el estómago, por lo que Franco ya tiene la excusa para ir a Las Palmas: asistir al funeral. La historiografía franquista ha descrito el hecho como un accidente que se produjo cuando Balmes manipulaba un arma. Otras versiones lo sitúan al lado de la República, por lo que se sospecha que pudiera haber sido asesinado. Eso es lo que afirma el historiador Ángel Viñas. Según Viñas la orden la dio el propio general Franco.

#### Vuelo: de Gran Canaria a Tetuán
El día de la celebración del sepelio del general Balmes, el viernes 17 de julio, el general Franco conoce a última hora que la sublevación en el Protectorado ha comenzado esa misma tarde, gracias a un telegrama que le envía desde Melilla el general Soláns. Pocas horas antes, la mujer y la hija del general Franco han sido escoltadas al Puerto de la Luz, donde han embarcado rumbo a Lisboa. A primeras horas del sábado 18 de julio, el general Franco sale del hotel donde ha pasado la noche y se dirige a la Comandancia Militar de Las Palmas, desde donde proclama el estado de guerra en todo el archipiélago. Todos los edificios oficiales son tomados por los militares sublevados y los gobernadores civiles de las dos provincias son detenidos. A mediodía, el archipiélago canario está bajo el control de los sublevados.
A las diez de la mañana de ese sábado 18 de julio se había recibido en Santa Cruz de Tenerife un telegrama del coronel Eduardo Sáenz de Buruaga desde Tetuán, en el que se confirmaba que todo el Protectorado de Marruecos estaba bajo el control de los sublevados y de que el avión que ha de transportar al general Franco hasta allí podía aterrizar sin problemas, en el mismo Tetuán o en Larache. A las dos y media de la tarde, despega de Gando el Dragon Rapide rumbo a Casablanca, a donde llega hacia las diez de la noche, después de repostar en Agadir. A Franco le han acompañado su primo, el teniente coronel Francisco Franco Salgado-Araújo, y el teniente piloto Antonio Villalobos Gómez. En Casablanca le estaba esperando Luis Bolín, el periodista del diario monárquico ABC que había alquilado el Dragon Rapide en Inglaterra. Después de pernoctar en esta ciudad del Marruecos francés (desde el hotel Franco telefoneó a Tetuán para cerciorarse de que el levantamiento había tenido éxito y Yagüe se lo confirma; Bolín le enseña los titulares del periódico marroquí La Depêche Marocaine: "El general Franco, llamado por el Gobierno para sofocar la rebelión, se encuentra en pleno viaje de Canarias a Madrid") el general Franco y sus acompañantes, junto con Luis Bolín, vuelan hasta Tetuán, la capital del Protectorado español en Marruecos. Llegan a las siete y media de la mañana del domingo 19 de julio. Antes de aterrizar, Franco o Bolín (según versiones) dio instrucciones al piloto: «Dé una vuelta a la pista lo más bajo posible. Si le digo ¡Arriba! retome el vuelo sin vacilar». Después de dar varias vueltas, Franco reconoció a uno de los coroneles sublevados y dijo al piloto: «¡Ahí está el rubito! ¡Aterricemos!». Al tomar tierra es recibido con júbilo por los oficiales sublevados, entre ellos Yagüe, que le besa y le abraza. Franco se despide del piloto: «Algún día sabrá usted lo que ha hecho. Hoy no tengo palabras para expresarle mi gratitud».
Con gran perspicacia, Franco había recorrido los casi 20 km que separan la ciudad de Las Palmas de Gran Canaria hasta el entonces aeródromo de Gando en barco, evitando que en carretera fuera interceptado por la Guardia de Asalto. En algún momento del viaje, Franco se afeita el bigote. Gil-Robles más tarde dejaría escrito que Franco, por miedo a que interceptasen el avión, llevaba una carta dirigida al presidente del gobierno, en la que expresaba su apoyo a la República y su intención de viajar a Madrid para defenderla. Según testimonio del piloto Cecil W. H. Beeb:

Mientras volábamos sobre las aguas del Atlántico, el general se quitó el uniforme, encerró sus efectos en una maleta y después de meter en ella también los papeles que llevaba sobre sí, la arrojó al mar. Inmediatamente le vi ponerse un jaique y un albornoz y enrollarse a la cabeza un turbante. Se le hubiera creído un verdadero árabe salido de los zocos de Marrakech.

La historiografía franquista ha calificado este viaje de histórico. «La primera pregunta que surge ante el vuelo de Gran Canaria-Tetuán del Dragon Rapide es si podría haberse hecho sin escalas. Así lo aseguran bastantes historiadores». Sin embargo, la primera escala de Agadir, según Carlos Fernández, era necesaria dada la autonomía de avión y la segunda se habría justificado por la necesidad de recoger al corresponsal del ABC Luis Bolín.

## Variantes

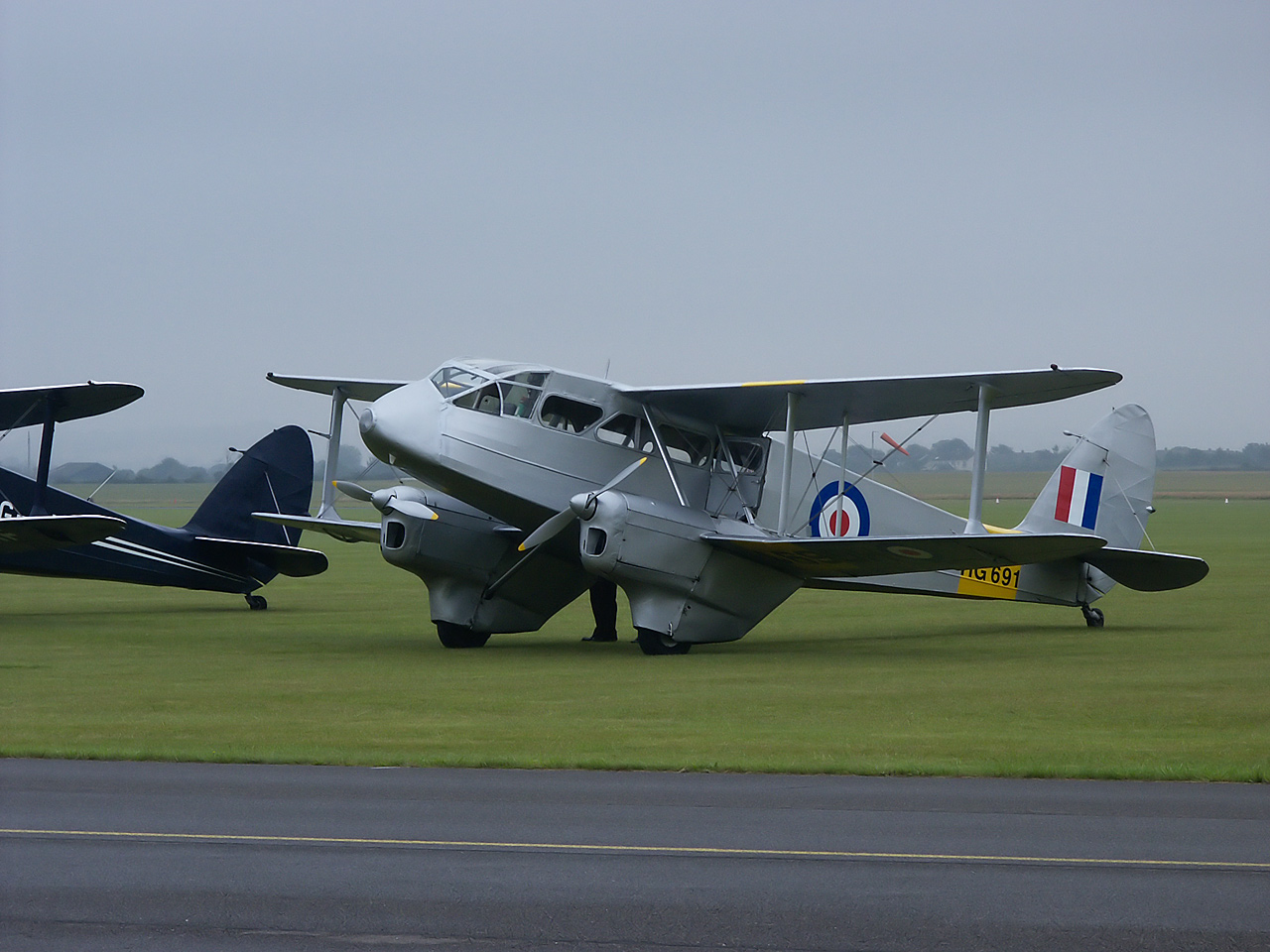
Un De Havilland DH-89 Dragon Rapide con marcas de Reino Unido. Festival aéreo de Duxford, 9 de julio de 2005.

DH.89
Biplano de transporte ligero bimotor. Primera versión de producción.
DH.89A
Versión mejorada, equipada con una luz de aterrizaje en el morro, puntas alares modificadas y calefacción de cabina.
DH.89A Series 4
Conversión con motores Gipsy Queen 2 y hélices de velocidad constante; el prototipo fue convertido en 1953, y luego se modificaron muchos ejemplares de acuerdo con este estándar, que permitía un peso mayor en el despegue y otorgaba mejores prestaciones.
DH.89A Mk 5
Conversión única realizada a partir de uno de sus propios aviones de comunicaciones; implicó la instalación de motores especiales Gipsy Queen 3, con hélices de paso variable de operación manual.
DH.89A Mk 6
Denominación de un avión con motores estándar, pero modificado por la incorporación de hélices metálicas Fairey X5 de paso fijo.
DH.89M
Versión militar de transporte. Exportada a Lituania y España.
DH.89B Dominie Mk I
Versión de entrenamiento de radio y navegación.
DH.89B Dominie Mk II
Versión de comunicaciones y transporte.

## Operadores militares
Alemania
- Luftwaffe: aviones capturados.

 Australia
- Real Fuerza Aérea Australiana

 Bélgica

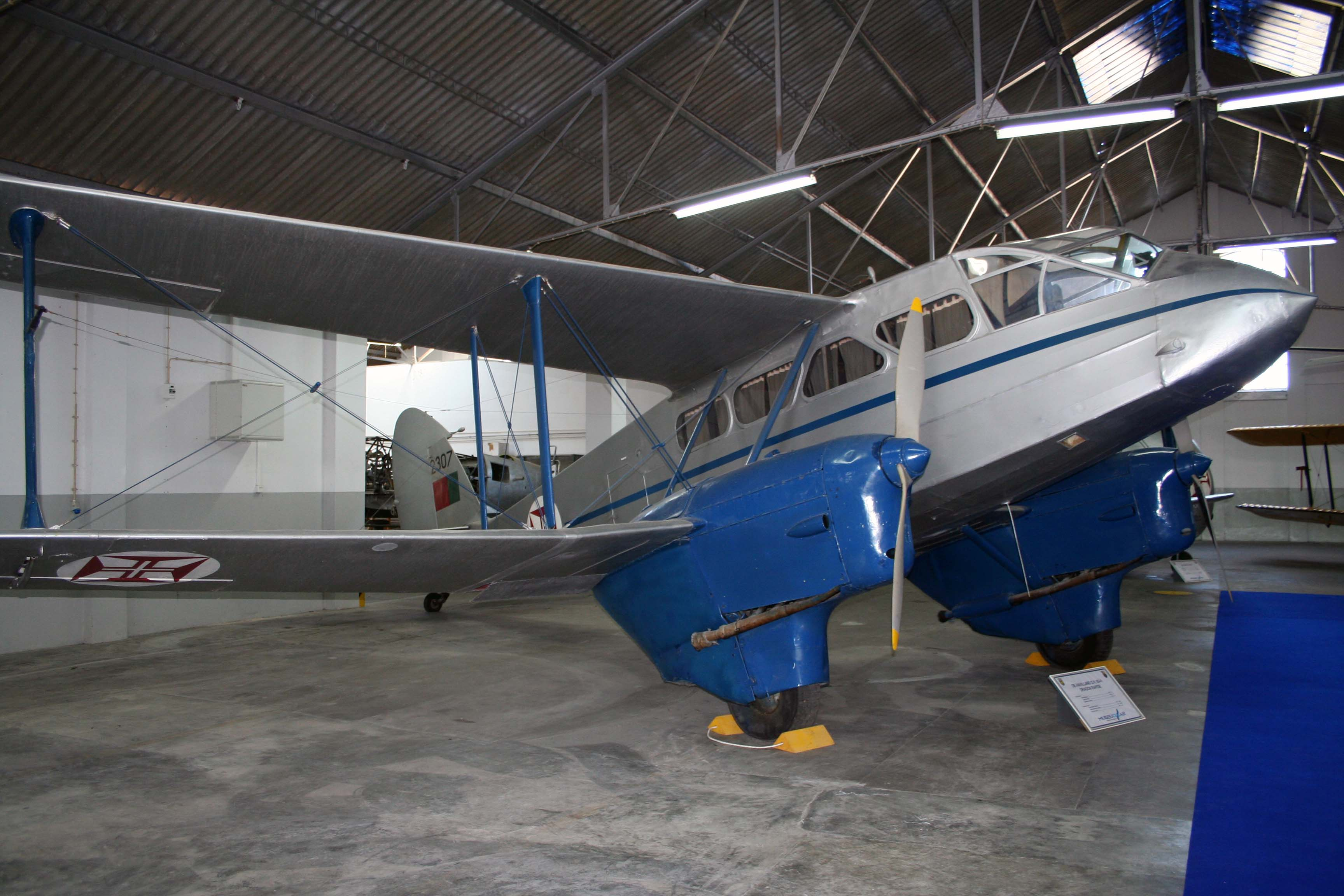
Un Dragon Rapide de la Fuerza Aérea Portuguesa expuesto en el Museo del Aire Portugués.

- Fuerza Aérea Belga: 7 aviones operados desde 1946.

 Canadá
- Real Fuerza Aérea Canadiense

 España
- Aeronáutica Militar: 3 aviones DH.89M.

 España
- Ejército del Aire

 Estados Unidos
- Fuerza Aérea de los Estados Unidos

 Finlandia
- Fuerza Aérea Finlandesa

 Irán
- Fuerza Aérea Imperial Iraní

 Israel
- Fuerza Aérea Israelí

 Lituania
- Fuerza Aérea Lituana: 2 aviones DH.89M.

 Nueva Zelanda
- Real Fuerza Aérea de Nueva Zelanda

 Perú
- Fuerza Aérea del Perú: 8 aviones DH.89A.

 Portugal
- Fuerza Aérea Portuguesa

 Reino Unido
- Royal Air Force
- Royal Navy
  - Fleet Air Arm

 Sudáfrica
- Fuerza Aérea Sudafricana

 Uruguay
- Fuerza Aérea Uruguaya

## Especificaciones

### Características generales
- Tripulación: Uno (piloto)
- Capacidad: 8 pasajeros
- Longitud: 10,5 m (34,4 ft)
- Envergadura: 14,6 m (47,9 ft)
- Altura: 3,1 m (10,2 ft)
- Superficie alar: 32 m² (344,5 ft²)
- Peso vacío: 1460 kg (3217,8 lb)
- Peso cargado: 2490 kg (5488 lb)
- Planta motriz: 2× motor lineal invertido de 6 cilindros refigerado por aire de Havilland Gipsy Six.
  - Potencia: 150 kW (207 HP; 204 CV) cada uno.
- Hélices: 1× bipala de paso fijo por motor.

### Rendimiento
- Velocidad máxima operativa (Vno): 253 km/h (157 MPH; 137 kt)
- Alcance: 920 km (497 nmi; 572 mi)
- Techo de vuelo: 5100 m (16 732 ft)
- Régimen de ascenso: 4,3 m/s (846 ft/min)
- Carga alar: 79 kg/m² (16,2 lb/ft²)

## Aeronaves relacionadas

### Desarrollos relacionados
- Breda Ba.44
- De Havilland Dragon
- De Havilland Express

### Secuencias de designación
- Secuencia DH._ (interna de De Havilland): ← DH.86 - DH.87 - DH.88 - DH.89 - DH.90 - DH.91 - DH.92 →
- Secuencia A_ (Aeronaves de la RAAF (Serie Dos, 1935-1963)): ← A30 - A31 - A32 - A33 - A34 - A35 - A36 →
- Secuencia Numérica (Aeronaves del Ejército del Aire español, 1939-1945): ← 37 (II) - 38 - 39 - 40 - 41 - 42 (I) - 42 (II) →
- Secuencia L._ (Aeronaves Utilitarias del Ejército del Aire español, 1945-1954): ← L.6 (II) - L.7 - L.8 - L.9 - L.10 - L.11 - L.12 →